# 20789 Hughgrant
20789 Hughgrant è un asteroide della fascia principale. Scoperto nel 2000, presenta un'orbita caratterizzata da un semiasse maggiore pari a 2,5530056 UA e da un'eccentricità di 0,2402776, inclinata di 9,76674° rispetto all'eclittica.